# Prognathodon waiparaensis
Espèce
Prognathodon waiparaensis est un genre fossile de reptiles marins de la famille des mosasauridés et classé dans la sous-famille des mosasaurinés, aux côtés de genres tels que Mosasaurus et Clidastes. Prognathodon waiparaensis a été récupéré dans des gisements dont l'âge s'étend du Campanien au Maastrichtien, entre 70 et 66 millions d'années au Nouvelle-Zélande.

## Classification
L'espèce Prognathodon waiparaensis est décrite en 1971 par les paléontologues Welles et Gregg,. 

### Fossiles
Selon Paleobiology Database en 2024, le nombre de collections de fossiles régérencées est de deux. Ces deux collections datent du Maastrichtien supérieur du Crétacé supérieur, c'est-à-dire de 70,6 à 66 Ma avant notre ère.

## Description
L'espèce type, Prognathodon waiparaensis, a été nommée à l'origine en 1971 comme une espèce de Prognathodon, et ce sur la base d'un crâne, de vertèbres cervicales et de côtes trouvées dans les strates maastrichtiennes dans la région de Waipara de l'île du Sud. 

### Thèse non conforme au CINZ
Dans une thèse non publiée de 2016, Hallie P. Street (d) a constaté que P. waiparaensis est plus étroitement lié au Mosasaurus qu'à l'espèce type Prognathodon, érigeant pour lui le nomen ex dissertationae Marichimaera ("chimère marine"), et nomant l'espèce Marichimaera waiparaensis, ce qui serait non conforme au CINZ.

## Publication originale
- [1971] (en) S. P. Welles et D. R. Gregg, « Late Cretaceous marine reptiles of New Zealand », Records of the Canterbury Museum, vol. 9, no 1,‎ 1971, p. 1-111.